# 아부 타슈핀 1세
아부 타슈핀 1세(Abu Tashufin I, 1293년 ~ 1337년), 아부 타슈핀 이븐 아부 무사 알아왈(أبو تاشفين ابن أبو حمو موسى الأول, Abu Tashufin Ibn Abu Musa Al-awal)은 중세 알제리 틸림산 왕국 자이얀 왕조의 제5대 술탄(재위: 1318년 ~ 1337년)이다.

## 생애
아부 함무 1세의 아들로, 틸림산 술탄을 계승하였다. 왕조의 권위를 강화하는 정책을 지속하여, 아부 함무 1세부터 시작한 와디 클레프(Wadi Chlef) 지역과 인근의 투긴(Tugin), 마그라웨흐(Magraweh) 지역의 진티(Zinti) 부족들을 점령하는 것을 계속하였다. 아부 타슈핀 1세의 통치 동안 자이얀 왕조는 여러 개의 항구와 사하라 사막을 통과하는 주요 길목을 통제하였다. 그는 또한 아라곤 왕국 및 마요르카 왕국과 관계를 수립하여 지중해 남쪽에서 북쪽으로의 무역로를 획득하였다.
1327년, 틸림산의 대모스크 근처에 타슈핀 학교(Tachfine School)를 건립하였다. 타슈핀 학교는 1873년에 프랑스에 의해 파괴되었고, 그 자리에 마을회관이 지어졌다.
1337년, 모로코 마린 왕조의 아부 알하산 알리 이븐 오스만이 틸림산 왕국을 정복하고 자이얀 왕조를 멸망시켰고, 아부 타슈핀 1세는 그의 가족 및 여러 지휘관들과 함께 살해당했다.